# Албион (Мичиген)
Албион (енгл. Albion) град је у америчкој савезној држави Мичиген. По попису становништва из 2010. у њему је живело 8.616 становника.

## Демографија
Према попису становништва из 2010. у граду је живело 8.616 становника, што је -528 (-5.8%) становника више него 2000. године.
| Група             | 2000.         | 2010.         |
| Белци             | 5.366 (58,7%) | 5.176 (60,1%) |
| Афроамериканци    | 3.038 (33,2%) | 2.579 (29,9%) |
| Азијати           | 63 (0,7%)     | 91 (1,1%)     |
| Хиспаноамериканци | 416 (4,5%)    | 500 (5,8%)    |
| Укупно            | 9.144         | 8.616         |